# Toe
 (février 2023).
Si vous disposez d'ouvrages ou d'articles de référence ou si vous connaissez des sites web de qualité traitant du thème abordé ici, merci de compléter l'article en donnant les références utiles à sa vérifiabilité et en les liant à la section « Notes et références ».
Pour les articles homonymes, voir TOE.
Toe (トー, Tō), stylisé toe, est un groupe de musique japonais. Bien que souvent mentionné comme groupe de post-rock, la structure et la dynamique de leurs morceaux s'apparentent aussi au math rock. 
Toe est composé de Kashikura Takashi à la batterie, Mino Takaaki à la guitare, Yamane Satoshi à la basse, et de Yamazaki Hirokazu à la guitare. Toe a évolué avec cette formation depuis la création du groupe en 2000. 
La grande majorité de la musique du groupe est instrumentale et est accompagnée du jeu de batterie vif et rapide de Takashi. Le groupe est aussi connu pour ses arrangements mélodiques de guitare. En outre, leurs compositions comportent des motifs types de rock, mais des changements très subtils dans le rythme tend à produire un son unique. Le groupe a apporté des changements dans sa musique en incorporant des guitares acoustiques, du piano, et des vibraphones dans leurs plus récents disques. 
Le groupe effectue de nombreux concerts au Japon. 
Toe peut être comparé à des groupes tels que Pele et The Album Leaf.

## Membres
- Hirokazu Yamazaki (山嵜廣和, Yamazaki Hirokazu) – guitare
- Satoshi Yamane (山根さとし, Yamane Satoshi) – basse
- Takaaki Mino (美濃隆章, Mino Takaaki) – guitare
- Takashi Kashikura (柏倉隆史, Kashikura Takashi) – batterie

## Discographie

### Albums studio
- 2005 : The book about my idle plot on a vague anxiety (Catune, Machu Picchu, White Noise Records HK)
- 2009 : For Long Tomorrow (White Noise Records HK)
- 2015 : Hear You (Topshelf Records)
- 2024 : Now I see the light (Machu Picchu)

### Albums live
- 2021 : 独演会 "Doku-En-Kai" (Topshelf Records)

### EPs
- 2002 : Songs, ideas we forgot (Catune, Machu Picchu)
- 2006 : New Sentimentality (Machu Picchu)
- 2012 : The Future Is Now (Machu Picchu, White Noise Records HK, Topshelf Records)
- 2018 : Our Latest Number (MachuPicchu, White Noise Records HK, Topshelf Records)

### Albums de remix
- 2003 : Re:designed, (Catune)

### Splits
- 2004 : Pele / toe (Dis(ign) Muzyq [JP], Polyvinyl Records [US])
- 2009 : Toe / Collection of colonies of bees (Contrarede)

## Vidéos
- RGBDVD (DVD, 2005)
- CUTDVD (DVD, 2010)